# Flèche wallonne 1956
La Flèche wallonne 1956, 20e édition de la course, a lieu le 5 mai 1956 sur un parcours de 221 km. La victoire revient au Belge Richard Van Genechten, qui a terminé la course en solitaire en 6 h 03 min 55 s, devant l’Italien Sante Ranucci et son compatriote André Vlayen.
Sur la ligne d’arrivée à Liège, 62 des 154 coureurs au départ à Charleroi ont terminé la course.

## Classement final
| #  | Coureur               | Équipe       |    | Temps           |
| -- | --------------------- | ------------ | -- | --------------- |
| 1  | Richard Van Genechten | Elvé-Peugeot | en | 6 h 03 min 55 s |
| 2  | Sante Ranucci         | Legnano      | +  | 50 s            |
| 3  | André Vlayen          | Elvé-Peugeot |    | 1 min 07 s      |
| 4  | Stan Ockers           | Elvé-Peugeot |    | 1 min 07 s      |
| 5  | Jozef Planckaert      | Elvé-Peugeot |    | 1 min 07 s      |
| 6  | Roland Callebout      | Bertin       |    | 1 min 07 s      |
| 7  | André Rosseel         | Girardengo   |    | 1 min 07 s      |
| 8  | André Auquier         | Plume Sport  |    | 1 min 07 s      |
| 9  | Gérard Deborre        | Elvé-Peugeot |    | 1 min 07 s      |
| 10 | Pino Cerami           | Elvé-Peugeot |    | 1 min 07 s      |